# Oost-Syrische liturgie
De Oost-Syrische liturgie is de liturgie die gevolgd wordt door de Assyrische Kerk van het Oosten en door een aantal oosters-katholieke kerken ontstaan uit deze Kerk, onder meer de Chaldeeuws-Katholieke Kerk en Syro-Malabar-Katholieke Kerk.
De Oost-Syrische liturgie wordt ook Chaldeeuwse liturgie genoemd en ook Assyrische en Perzische liturgie, alhoewel ze ontstaan is in Edessa. 
De liturgische taal is het Syrisch.
De oorsprong van de rite is onbekend. Volgens de traditie heeft de apostel Thomas – op zijn weg naar Indië – het christendom gebracht in Mesopothamië, Assyrië en Perzië. Hij liet Judas Taddeüs en Maris de zorg voor de nieuwe christenen op zich nemen. Aan hen wordt  de liturgie toegeschreven. Omstreeks 650 zou Patriarch Yeshuyab III een herziening hebben doorgevoerd.
Volgens sommigen is de Chaldeeuwse ritus ontwikkeld uit de Antiocheense.
Er zijn drie versies van het Eucharistisch Gebed: 
- deze van de apostelen (Thaddeus en Maris),
- deze van Nestorius
- deze van Theodorus van Mopsuestia, de Uitlegger.

De eerste is de normale vorm; hiervan werd ook de Malabar-versie afgeleid.
De tweede wordt gebruikt op de Epifanie en de feestdagen van Johannes de Doper, Diodorus van Tarsus, Theodorus van Mopsuestia en Nestorius. Deze drie laatsten worden doctors ecclesiae of kerkleraren genoemd.
De derde wordt gebruikt van de eerste zondag van de Advent tot Palmzondag.

## Volgorde van de Chaldeeuwse ritus
De liturgie wordt geopend met het eerste vers van het Gloria in Excelsis, het Onze-Vader en het Sanctus.
Dan volgt:
- - De introductiepsalm, de Marmitha, voorafgegaan door een gebed.
  - De antifoon van het sanctuarium eveneens voorafgegaan door een gebed.
  - De Lakhumara, een antifoon beginnend met "Tot U, Heer".
  - De Trisagion hymne (driemaal heilig). Hierbij wordt wierook gebruikt.
  - Er zijn drie, vier of vijf lezingen uit de Wet, de profeten van het Oude Testament, de Handelingen van de Apostelen,  het Epistel van de Heilige Paulus en het Evangelie. Vóór het Epistel en het Evangelie worden hymnen (Turgama) gereciteerd.
  - De litanie van de Diaken (Karazutha) ondertussen zingen de gelovigen de antifoon van het Evangelie (Unitha).

Voorgaande wordt de liturgie van de catechumenen genoemd, ook de liturgie van het Woord. In de eerste eeuwen van het christendom mochten catechumenen alleen dit deel  bijwonen.
Dan volgt: 
- - De Offerande. De priester plaatst het brood en de wijn op het altaar en zet ernaast een aandenken aan de Maagd Maria en aan de patroonheilige van de kerk. Dan volgt de antifoon van de mysteries (Unitha d'razi).
  - De Geloofsbelijdenis, een variant van de Geloofsbelijdenis van Nicea. De Chaldeeuws katholieken voegen er het filioque aan toe.
  - De eerste handwassing.
  - De vredeskus, voorafgegaan door een gebed (G'hantha).
  - Het gebed Dukhrana
  - De Eucharistisch Canon beginnend met een vorm van de Sursum corda en eindigend met de Sanctus.
  - Post-Sanctus.
  - Het gebed van het grote offer.
  - De aanroeping van de Heilige Geest.
  - Een gebed voor de vrede en een tweede handwassing.
  - Het breken van het Brood en mengen van Brood en Wijn.
  - De Communie met Brood en Wijn.
  - Het Onze Vader.
  - Sancta Scantis, de antifoon van de bema, de bedankingsantifoon
  - De wegzending.